# Bjärströms bro
Bjärströms bro ligger längs den väg som från 1638 fungerade som officiell postväg över fasta Åland, från Storby på Eckerö till Skarpans i Sund. Den vägen utgjorde en del av postvägen mellan Sverige och Finland och var då den enda större vägen på Åland, vilket medförde att en stor del av passagerartrafiken mellan Sverige och Finland gick samma väg. Bron ligger på gränsen mellan de två socknarna Finström och Hammarland och är byggd över Vargsundsådran mellan Vargsundet och Bodafjärden. Den nuvarande brons ålder är inte känd, men en bro på platsen omnämns 1538 då bönder från Finström, Jomala och Hammarland bötfälldes för att ha försummat underhållet av bron. Vid den tiden var Bjärströms bro en vindbro där brolocket kunde hissas upp vid behov. Bron renoverades under början av 1990-talet. Brospannet vidgades, bron höjdes och brolocket göts i betong.

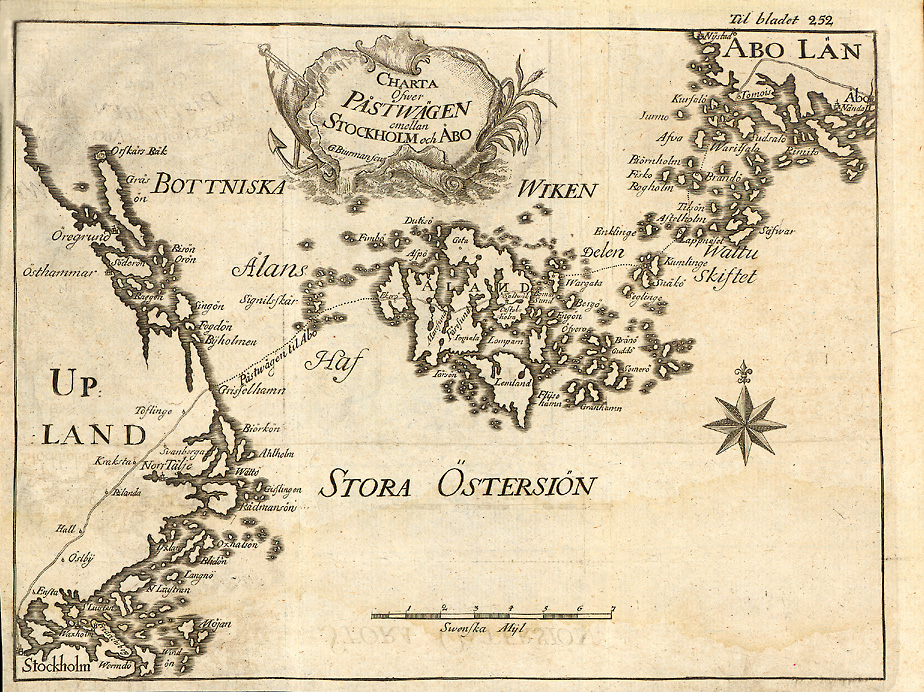
”Charta öfver Påstwägen emellan Stockholm och Åbo” från 1749